# S/2005 (82075) 1
S/2005 (82075) 1 é um satélite natural do corpo celeste denominado de 2000 YW134. Ele foi descoberto no ano de 2005, e é um objeto transnetuniano que tem cerca de 237 km de diâmetro e o mesmo é relativamente grande se comparado com o seu primário, já que o satélite tem apenas 1,3 magnitudes mais fraco que o seu primário.